# فلاديمير كوماروف (لاعب كرة قدم)
فلاديمير كوماروف (بالروسية: Владимир Комаров)‏ هو لاعب كرة قدم روسي في مركز الدفاع، ولد في 2 أغسطس 1980 في أستراخان في روسيا. لعب مع نادي أكاديمية تولياتي لكرة القدم ونادي روستوف.